# Der letzte Angriff
Der letzte Angriff (Originaltitel Fixed Bayonets!) ist ein US-amerikanischer Kriegsfilm von Samuel Fuller aus dem Jahr 1951. Das Drehbuch basiert auf einem Roman von John Brophy. In Deutschland hatte der Film am 3. Juli 1993 im Fernsehen Premiere.

## Handlung
Im Koreakrieg muss sich eine bedrängte Division der US-Armee zurückziehen. Um den Rückzug zu sichern, kommandiert der befehlshabende Offizier eine 48 Mann starke Einheit als Nachhut ab. Die Einheit wird von Lieutenant Gibbs befehligt. Ihm zur Seite stehen die Sergeants Rock und Lonergan. Die Einheit wird auf einem Pass in den Bergen stationiert. Während des Marsches zum Ziel planen die Soldaten ihr Vorgehen. Es sollen Minen gelegt und Spähposten aufgestellt werden.
Unter den Soldaten ist Corporal Denno, der nicht in der Lage ist, auf einzelne Soldaten zu feuern. Rock teilt ihm mit, dass er im Falle des Todes von Rock, Lonergan und Gibbs die Befehlsgewalt habe. Bald wird die Einheit angegriffen, doch der Angriff wird zurückgeschlagen. Dabei entdecken die Männer eine Höhle, in der die ganze Einheit Platz hat. Gibbs wird von einem Scharfschützen erschossen. In der Nacht erzählt Denno Rock, dass er auf der Offiziersschule zweimal falsche Befehle gegeben habe, durch die einige seiner Männer verletzt wurden. Rock beruhigt ihn, er solle auf sein Gewehr vertrauen.
Am nächsten Morgen ertönt eine Signaltrompete. Whitey, von seinen Kameraden als Besserwisser angesehen, erklärt, dass die Chinesen zur psychologischen Kriegsführung greifen. Rock schickt Whitey und einen weiteren Mann aus, eine der Trompeten zu stehlen. Beide kehren erfolgreich zurück, doch Whiteys Kamerad ist verwundet. In der Zeit, in der der Verwundete vom Sanitäter Wheeler versorgt wird, sucht Lonergan nach Bigmouth, der seinen Posten verlassen hat. Lonergan findet ihn vor Kälte bewusstlos vor. Als er ihn zurückbringen will, wird er von einem Scharfschützen getroffen. Wheeler versucht, Lonergan durch das Minenfeld zu erreichen. Doch er tritt auf eine Mine. Denno durchquert das Minenfeld und erreicht den Sergeant. Doch noch während Denno ihn zurückträgt, stirbt er.
Am darauffolgenden Tag greifen die Chinesen einen der Spähposten an, was die Männer dazu bringt, in die Höhle zu flüchten. Die Männer, die laut Befehl nur noch eine Stunde durchhalten müssen, haben Angst vor Querschlägern. Rock wird von einem solchen Querschläger getötet, Denno muss trotz seiner Angst das Kommando übernehmen. Er befiehlt auszuharren. Als die Einheit endlich abziehen kann, hören sie einen ankommenden Panzer. Denno entscheidet sich, den Panzer zu zerstören, damit der Feind der abziehenden Einheit nicht folgen kann. Mit einer Bazooka wird der Panzer vernichtet, doch die Einheit gerät in einen schweren Kampf mit den Chinesen.
Die Division hat ihren Rückzug mittlerweile erfolgreich beendet und zerstört die hinter ihr liegende Brücke. Als die Soldaten ihr Lager aufschlagen, bemerken sie Männer, die versuchen, den Fluss zu durchschwimmen. Man erkennt Denno mit seinen restlichen Männern der Nachhut, die den Kampf gewonnen haben.

## Hintergrund
Die Produktion der 20th Century Fox wurde in den ersten Monaten des Koreakrieges gedreht und war das Spielfilmdebüt von James Dean, der eine sehr kleine und im Vorspann ungenannte Rolle als Soldat hatte.
Für Samuel Fuller, der 1973 eine Folge der deutschen Krimiserie Tatort inszenierte, war es die vierte Regiearbeit. Dabei war es nach Die Hölle von Korea (The Steel Helmet) – in dem Gene Evans abermals in einer Hauptrolle zu sehen ist – schon der zweite Film mit dem Thema Koreakrieg. Für die Ausstattung des Filmes waren unter anderem die Oscar-prämierten Lyle R. Wheeler und Thomas Little verantwortlich. Die Kostüme stammten von Charles Le Maire, die Spezial-Effekte von Fred Sersen. Musikalischer Direktor war Lionel Newman, militärischer Berater Captain Raymond Harvey.

## Kritiken
„Beklemmendes Kriegs- und Überlebensdrama, das unter Verzicht auf jede Heroisierung seine Intensität nicht aus spannender äußerer Handlung bezieht, sondern aus einer Studie von Individuen, die, um überleben zu können, aufeinander angewiesen sind.“